# Moto Guzzi 125 C
De Moto Guzzi 125 C was een lichte motorfiets van het merk Moto Guzzi, die samen met het zusterbedrijf Benelli werd ontwikkeld en waarvan beide merken hun eigen versie uitbrachten. Dat gebeurde ook met de gelijktijdig geïntroduceerde Moto Guzzi 125 TT, waarvan de motor en het frame identiek waren.

## Voorgeschiedenis
Al aan het begin van de jaren zeventig waren zowel Benelli als Moto Guzzi opgekocht door de autofabrikant Alejandro de Tomaso. Die moderniseerde de modellen van beide merken en in veel gevallen werden motorfietsen door een vorm van badge-engineering door beide merken geproduceerd en verkocht. Al in 1974 waren op die manier ook de Moto Guzzi 125 Tuttoterreno en de Moto Guzzi 125 Turismo verschenen. In de jaren tachtig gingen beide merken meer hun eigen weg, maar in 1983 begon men met de ontwikkeling van een nieuwe 125 cc tweetaktmotor om de oude modellen te vervangen. Inmiddels waren custom motorfietsen in zwang gekomen, en Moto Guzzi had met de V 50 C en de V 35 C al dergelijke motorfietsen in de catalogus staan In Italië mochten 16-jarigen op 125 cc motorfietsen rijden, waardoor juist deze populaire modellen in die cilinderinhoud populair waren.

## 125 C
De ontwikkeling van de 125 C duurde echter vrij lang, waardoor het model pas in 1985 te koop was. De 125 C had alle kenmerken van de grotere customs, maar het stuur was niet erg hoog, waardoor de zitpositie vrij "rechtop" was. Ook de voorvork was niet erg lang, maar door het kleine voorwiel was dat optisch wel zo. Tot de standaarduitrusting behoorde een toerruit en een kofferset.

### Motor
De 123 cc tweetaktmotor had vloeistofkoeling, maar desondanks waren er aanvankelijk koelribben aangebracht, die bij latere modellen verdwenen. Hij had elektronische ontsteking en een membraaninlaat. Er was geen mengsmering meer toegepast: de machine had een aparte olietank en -pomp. Ook was er een balansas toegepast.

### Aandrijflijn
De aandrijving verliep via een meervoudige natte platenkoppeling, een zesversnellingsbak en een ketting.

### Rijwielgedeelte
Er was een licht dubbel wiegframe toegepast, dat gelijk was aan dat van de Moto Guzzi 125 TT. Aan de voorkant zat een telescoopvork, maar achter was monovering gebruikt. In het voorwiel zat één schijfrem, achter was een trommelrem ingebouwd.

## Technische gegevens
| Moto Guzzi             | 125 C                                                 |
| ---------------------- | ----------------------------------------------------- |
| Periode                | 1985-1987                                             |
| Categorie              | custom                                                |
| Motortype              | tweetaktmotor                                         |
| Bouwwijze              | dwarsgeplaatste vloeistofgekoelde staande eencilinder |
| Cilinder               | aluminium met nikasilvoering                          |
| Cilinderkop            | aluminium                                             |
| Carburateur            | Dell'Orto PHBL 25 BS                                  |
| Ontsteking             | elektronisch                                          |
| Boring                 | 56 mm                                                 |
| Slag                   | 50 mm                                                 |
| Cilinderinhoud         | 123,2 cc                                              |
| Smeersysteem           | total loss smering met aparte olietank                |
| Compressieverhouding   | 11,5:1                                                |
| Max. vermogen          | 16,5 pk bij 7.000 tpm,                                |
| Topsnelheid            | 115 km/h                                              |
| Primaire aandrijving   | tandwielen                                            |
| Koppeling              | meervoudige natte platenkoppeling                     |
| Versnellingen          | 6 voetgeschakeld                                      |
| Secundaire aandrijving | ketting                                               |
| Frame                  | dubbel wiegframe                                      |
| Wielbasis              | 1380 mm                                               |
| Vering vóór            | telescoopvork                                         |
| Vering achter          | swingarm met monovering                               |
| Banden                 | vóór 80/100 x 16", achter 3.50 x 18"                  |
| Rem(men)               | vóór schijfrem, achter trommelrem                     |
| Gewicht                | 110 kg                                                |
| Tankinhoud             | 11 liter                                              |